# Зоологический музей Зоологического института РАН
Зоологи́ческий музе́й Зоологи́ческого институ́та Росси́йской акаде́мии нау́к — старейший зоологический музей на территории России и один из трёх крупнейших в мире. Расположен в Санкт-Петербурге. Выставочная коллекция насчитывает около 30 000 экспонатов. История музея восходит к Кунсткамере, первому отечественному музею, основанному Петром I в 1714 году.

## История

### Предыстория: коллекции Кунсткамеры (XVIII век)
Основу будущей коллекции музея составили зоологические экспонаты Кунсткамеры. В 1716—1717 годах Пётр I приобрёл в Европе знаменитые естественно-научные коллекции Альберта Себы, Фредерика Рюйша и других собирателей. Кроме того, Пётр I издал ряд указов, предписывающих доставлять в столицу различные редкости со всех концов Российской империи.
Изначально коллекции размещались в Кикиных палатах, а в 1728 году, после передачи Кунсткамеры в ведение созданной Академии наук, музей был открыт в специально построенном для него здании на Васильевском острове. К середине XVIII века зоологическое собрание насчитывало более 7000 экспонатов. Коллекции серьёзно пострадали во время пожара 5 декабря 1747 года, но были частично восстановлены за счёт новых приобретений.
Важную роль в пополнении и систематизации собрания сыграл Пётр Симон Паллас, возглавивший в 1767 году зоологическое подразделение Кунсткамеры. Фонды активно пополнялись благодаря академическим экспедициям, изучавшим природные богатства России, в которых участвовали И. И. Лепёхин, И. П. Фальк, С. Г. Гмелин и другие учёные.

### Основание и развитие в XIX веке
Официальной датой основания Зоологического музея считается 15 июля (4 июля по старому стилю) 1832 года, когда его первый директор Ф. Ф. Брандт представил Физико-математическому отделению Академии наук экспозицию в трёх залах Музейного флигеля, построенного во дворе главного здания Академии. Музей был создан путём выделения зоологических фондов из состава Кунсткамеры.
В XIX веке коллекции музея стремительно росли благодаря многочисленным экспедициям. Значительный вклад внесли кругосветные путешествия И. Ф. Крузенштерна, Ю. Ф. Лисянского, Ф. Ф. Беллинсгаузена и М. П. Лазарева, а также сухопутные экспедиции по исследованию Кавказа (А. Д. Нордман), Новой Земли (К. М. Бэр), Дальнего Востока и Русской Америки (И. Г. Вознесенский), Восточной Сибири (А. Ф. Миддендорф) и Центральной Азии (Н. М. Пржевальский, П. К. Козлов и др.). К 1882 году, к своему 50-летнему юбилею, музей занимал 32 зала, а объём его коллекций вырос почти в 20 раз, превысив 40 тысяч экспонатов. По фауне Палеарктики собрание стало лучшим в мире.

### Новое здание и начало XX века
В связи с нехваткой площадей в 1893 году музею было передано здание южного пакгауза Биржи на Стрелке Васильевского острова (Университетская набережная, д. 1). После более чем пятилетней реконструкции помещений и подготовки экспозиции, 19 февраля (6 февраля по старому стилю) 1901 года музей был торжественно открыт для посетителей в присутствии императора Николая II и членов царской семьи. В новом здании экспозиция была разделена на выставочную и научную (фондовую) части.

### Советский период
В 1922 году, анализируя состояние академических учреждений после революции и Гражданской войны, вице-президент АН В. А. Стеклов отмечал: «В Зоологическом музее (второй за Британским музеем, а по необработанному ещё материалу его превосходящий) коллекции портятся, работа учёная и по разработке материала становится невозможной…».
В 1931 году в ходе реформы Академии наук музей был преобразован в Зоологический институт, а выставочная часть сохранила за собой название «Зоологический музей».

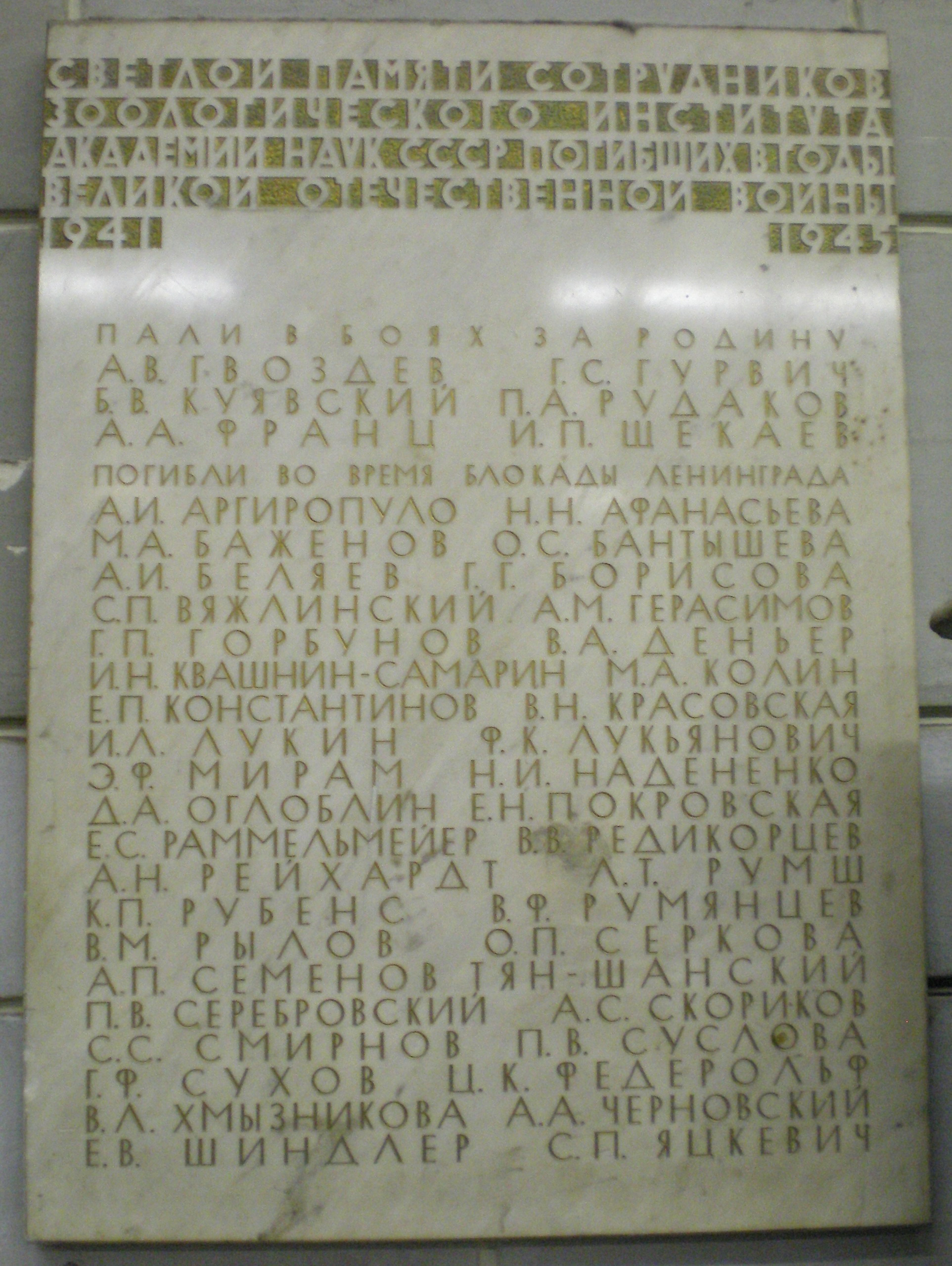
Мемориальная доска в память о сотрудниках, погибших в годы войны и блокады

В годы Великой Отечественной войны коллектив института понёс тяжёлые потери. Хотя экспозиция оставалась на своём месте и серьёзно не пострадала, многие сотрудники погибли во время блокады. Среди них: А. И. Аргиропуло, Н. Н. Афанасьева, М. А. Баженов, А. М. Герасимов, Д. А. Оглоблин, А. Н. Рейхардт, А. П. Семёнов-Тян-Шанский, А. С. Скориков, С. С. Смирнов. Память о них увековечена в мемориальной доске у входа в музей.
Крупные изменения в экспозиции произошли в 1947—1954 годах. В период с 1954 по 1964 год была проведена полная проверка идентичности экспонатов и подготовлены новые этикетки.

### Руководители музея
| Руководитель                                                                                            | Период руководства | Примечания                                                             |
| --- | ------------------ | ---------------------------------------------------------------------- |
| К. Э. Бэр                                                                                               | до 1832            | Руководил зоологической коллекцией до учреждения музея                 |
| Ф. Ф. Брандт                                                                                            | 1832—1879          | Первый директор                                                        |
| А. А. Штраух                                                                                            | 1879—1893          |                                                                        |
| Ф. Э. Плеске                                                                                            | 1893—1896          |                                                                        |
| В. В. Заленский                                                                                         | 1897—1906          |                                                                        |
| Н. В. Насонов                                                                                           | 1906—1921          | [ a ]                                                                  |
| В. Л. Бианки, А. К. Мордвилко, В. В. Редикорцев, Н. Я. Кузнецов, Г. Г. Якобсон, А. А. Бялыницкий-Бируля | 1918               | Поочерёдно исполняли обязанности директора и председателя Совета музея |
| А. А. Бялыницкий-Бируля                                                                                 | 1923—1930          | И. о. с 1923, директор с 1927                                          |
| — | 1930—1947          | [уточнить]                                                             |
| В. Б. Дубинин                                                                                           | 1947—1954          |                                                                        |
| А. И. Иванов                                                                                            | 1954—1961          |                                                                        |
| Д. В. Наумов                                                                                            | 1961—1984          |                                                                        |
| Р. Л. Потапов                                                                                           | 1984—2006          |                                                                        |
| А. Н. Тихонов                                                                                           | 2007—2020          |                                                                        |
| М. Н. Третьякова                                                                                        | с 2020             |                                                                        |

## Современная экспозиция

Киргиляхский мамонт (мамонтёнок Дима)

Экспозиция музея занимает большую часть второго этажа здания и хоры в первом зале. Общая выставочная площадь составляет около 6000 м². Исторически расположение коллекций было адаптировано к помещениям, изначально не предназначавшимся для выставочных целей. Из-за этого экспозиция морских млекопитающих (I зал) отделена от основной коллекции класса, а насекомые (хоры) — от других беспозвоночных.

### Первый зал
Вход в первый зал осуществляется по двум широким лестницам из вестибюля. На стенах зала размещены историческая карта с маршрутами знаменитых экспедиций и зоогеографическая карта мира. Вдоль левой стены расположена монументальная схема эволюционного древа животного мира. Напротив неё находится экспозиция, посвящённая эволюционному учению Чарльза Дарвина, где среди экспонатов — редкие породы домашних животных и чучело пингвина-альбиноса.
Основу экспозиции зала составляют ластоногие и китообразные. Центральное место занимает скелет синего кита длиной 27 метров. На хорах (втором ярусе) зала расположена обширная коллекция насекомых, насчитывающая более 10 000 экспонатов. Здесь же выставлены и некоторые из первых экспонатов Кунсткамеры.

### Второй зал
Экспозиция второго и третьего залов построена по строгой научной системе. Для каждой крупной группы животных (типа или класса) приводится краткая характеристика и показаны особенности строения. Видовое разнообразие представлено в систематических коллекциях, а условия обитания — в многочисленных биогруппах и диорамах.
Правая сторона второго зала отведена под коллекцию беспозвоночных, от одноклеточных и губок до иглокожих и моллюсков. Особый интерес представляют витрины с кораллами и раковинами моллюсков.
Левая сторона зала полностью посвящена позвоночным. Экспозиция начинается с оболочников и бесчерепных, за которыми следуют систематические коллекции рыб, земноводных, рептилий и птиц, включая уникальную коллекцию тропических видов.

### Третий зал
Третий зал полностью посвящён млекопитающим. Вдоль левой стороны зала расположена систематическая коллекция, включающая ценные экспонаты сумчатых и сборы Н. М. Пржевальского и П. К. Козлова из Центральной Азии. Правая сторона и центр зала заняты в основном биогруппами, демонстрирующими животных в их естественной среде обитания.
Особое место занимают уникальные экспонаты вымерших животных: чучело и скелет тасманийского волка и скелет стеллеровой коровы. Всемирную известность музею принесла экспозиция «мамонтового зала». Здесь представлены знаменитое чучело и скелет Берёзовского мамонта, скелет южного слона, а также мумии мамонтят — самца «Димы» и самки «Маши», возраст которых оценивается примерно в 40 000 лет.

## Знаменитые экспонаты
Лизетта — лошадь Петра I.
Лизетта — собака породы левретка, принадлежавшая Петру I.
Тиран — собака породы бульдог, принадлежавшая Петру I.
Киргиляхский мамонт — мумия мамонтёнка.
Берёзовский мамонт — чучело и скелет мамонта.
Южный слон — скелет.

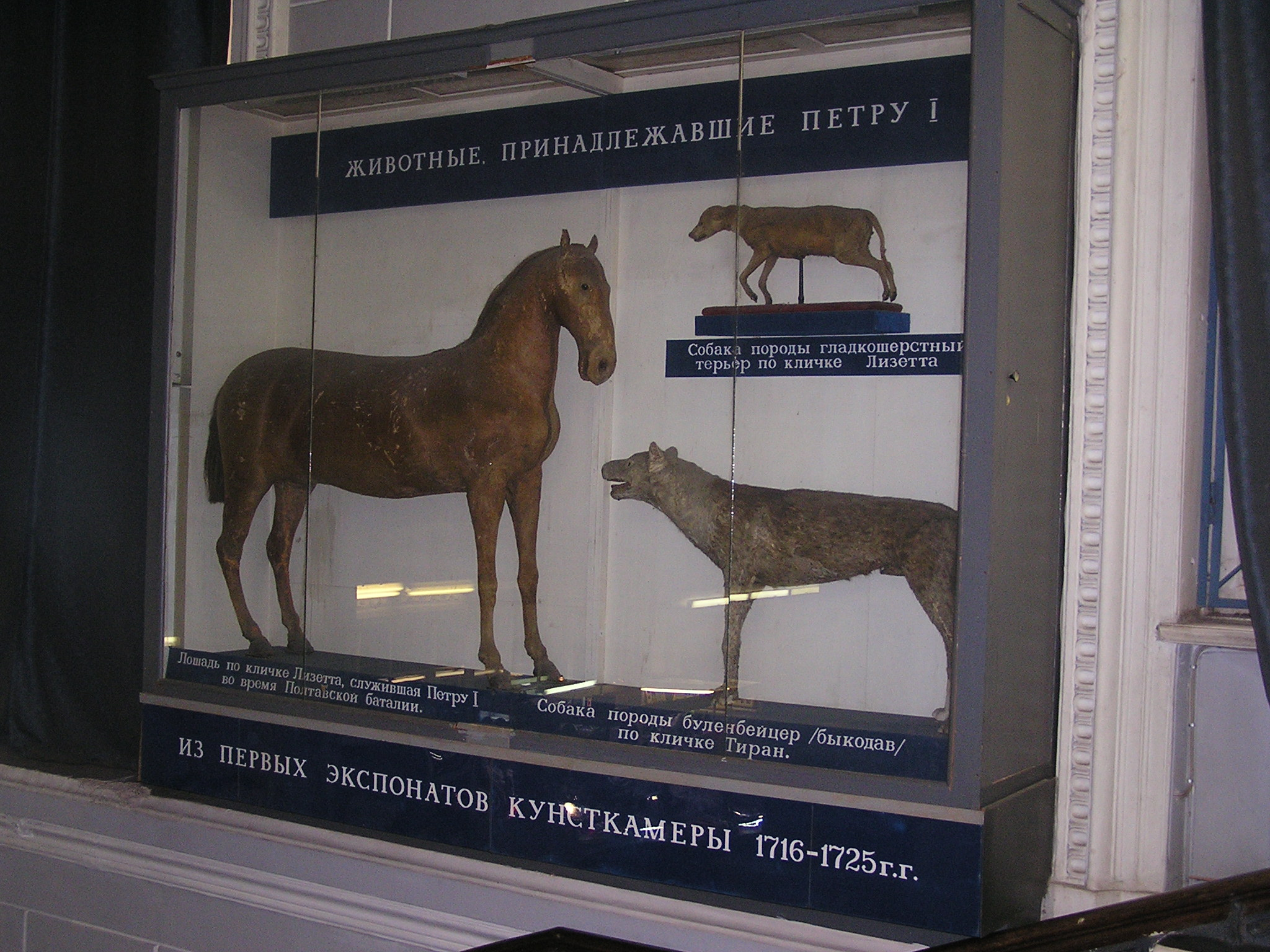
Чучела животных Петра I
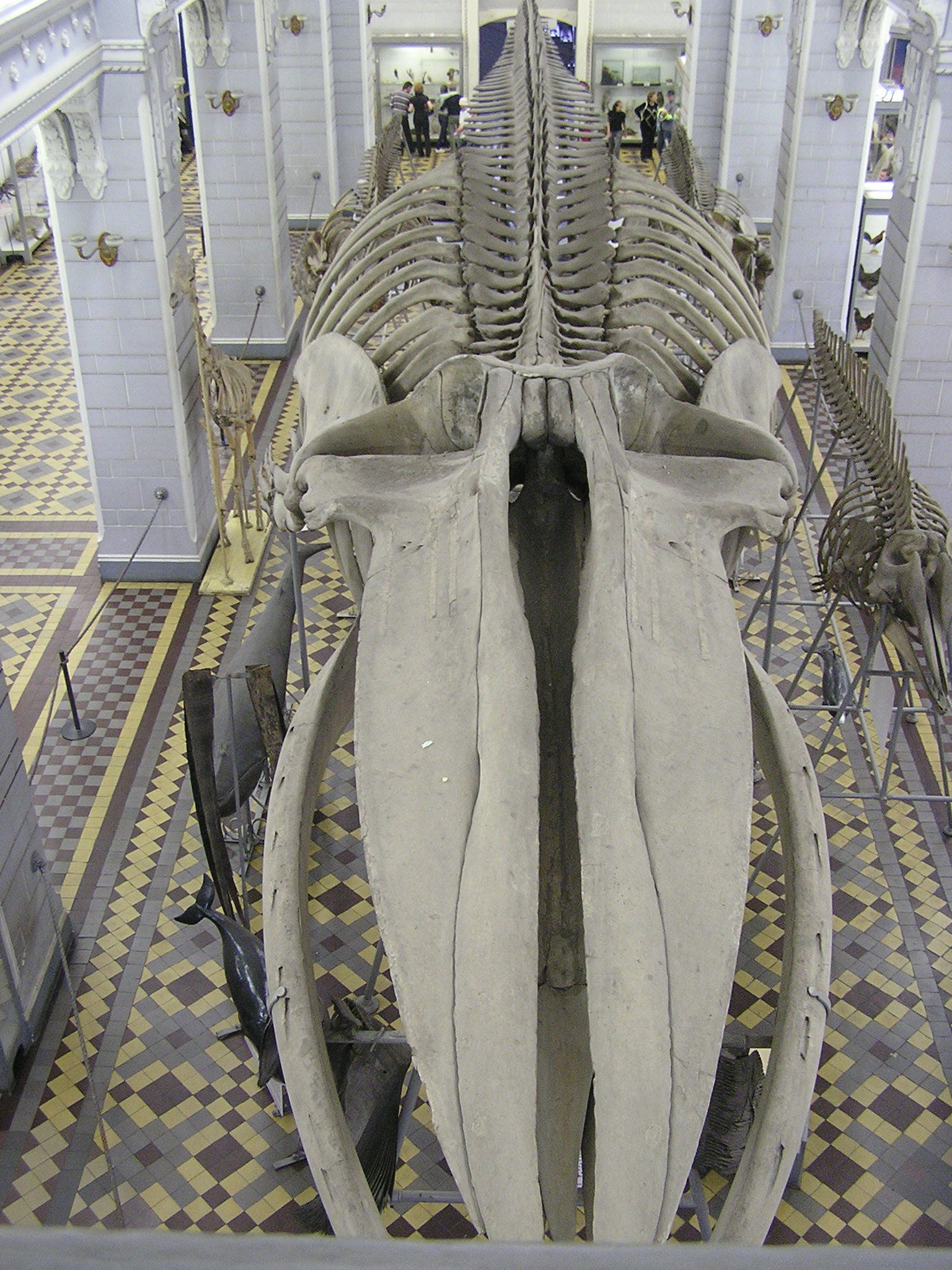
Скелет синего кита
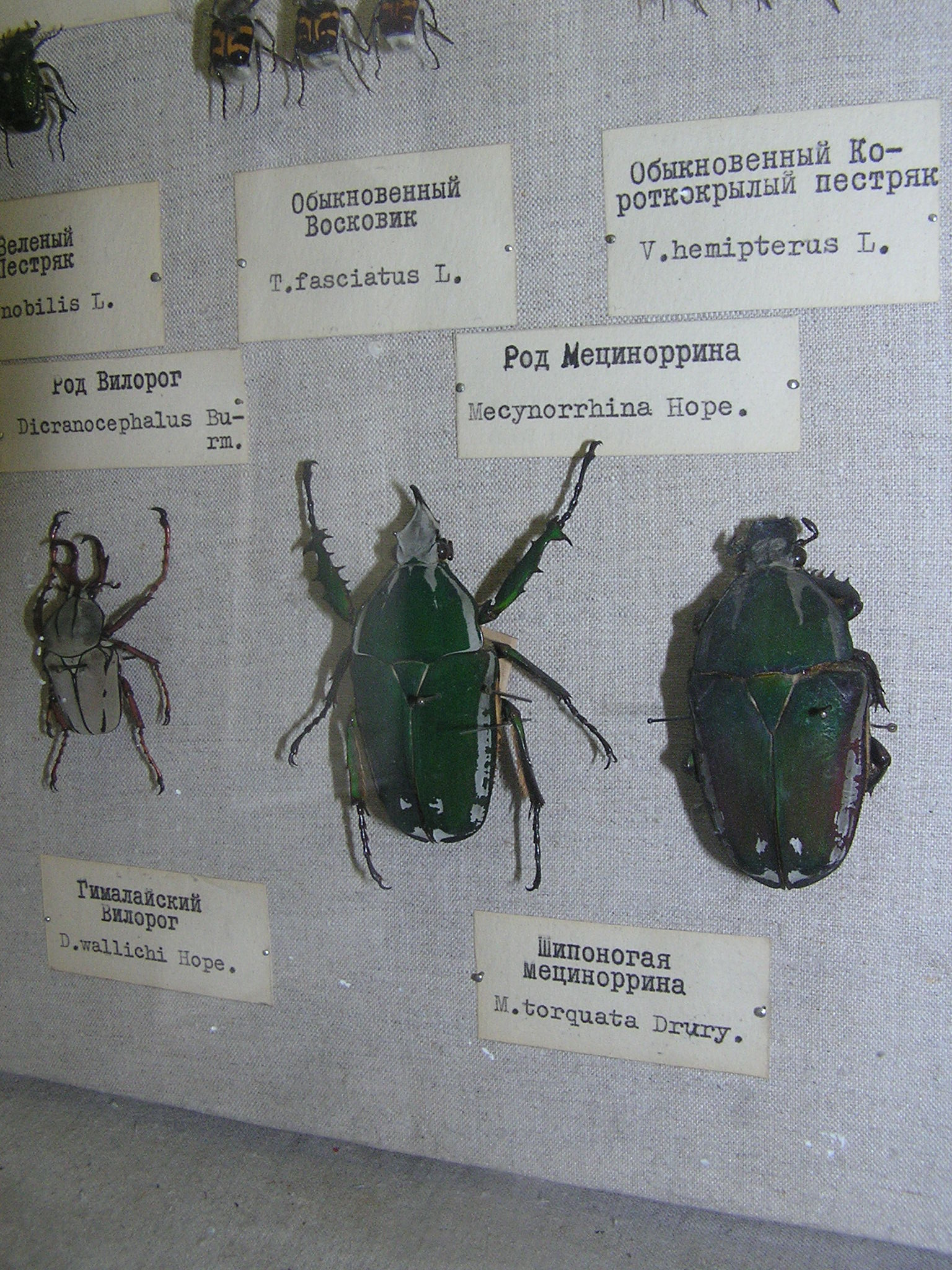
Жук Mecynorrhina torquata
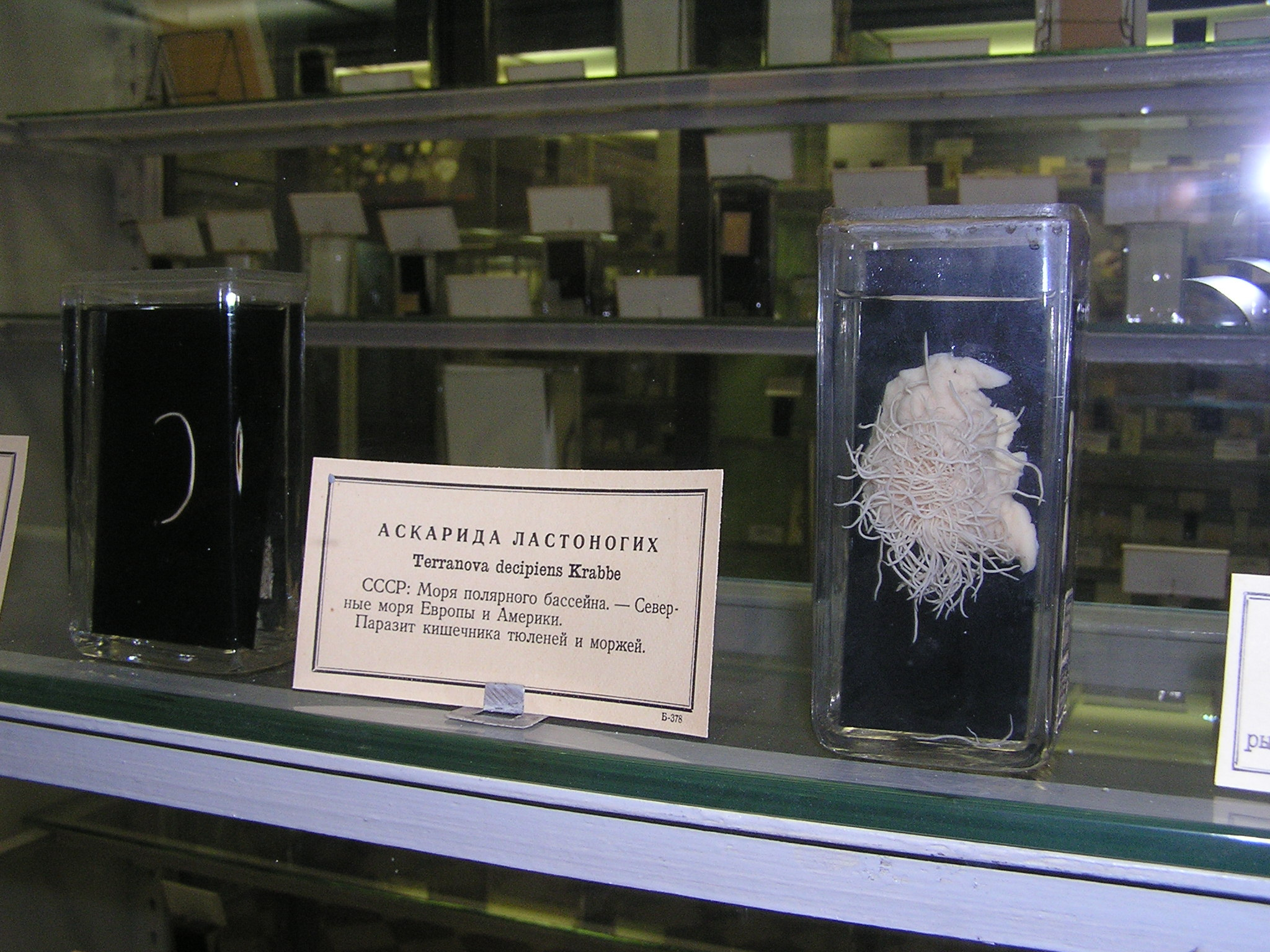
Аскарида ластоногих
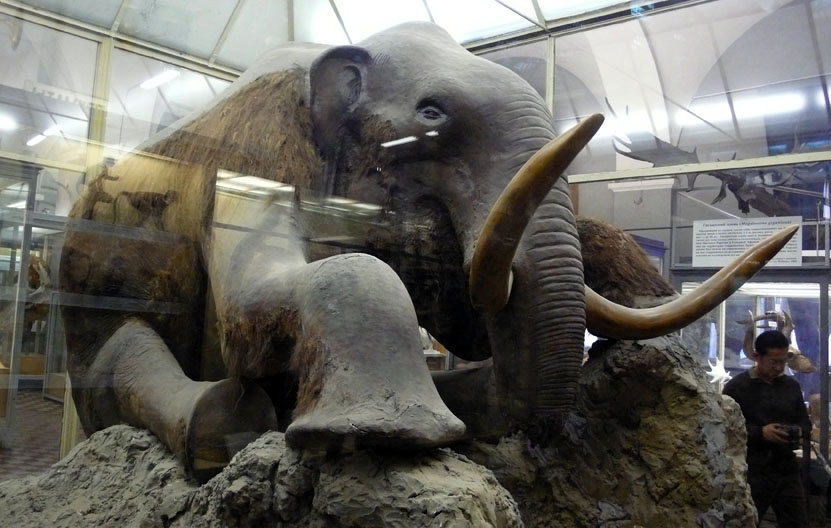
Берёзовский мамонт
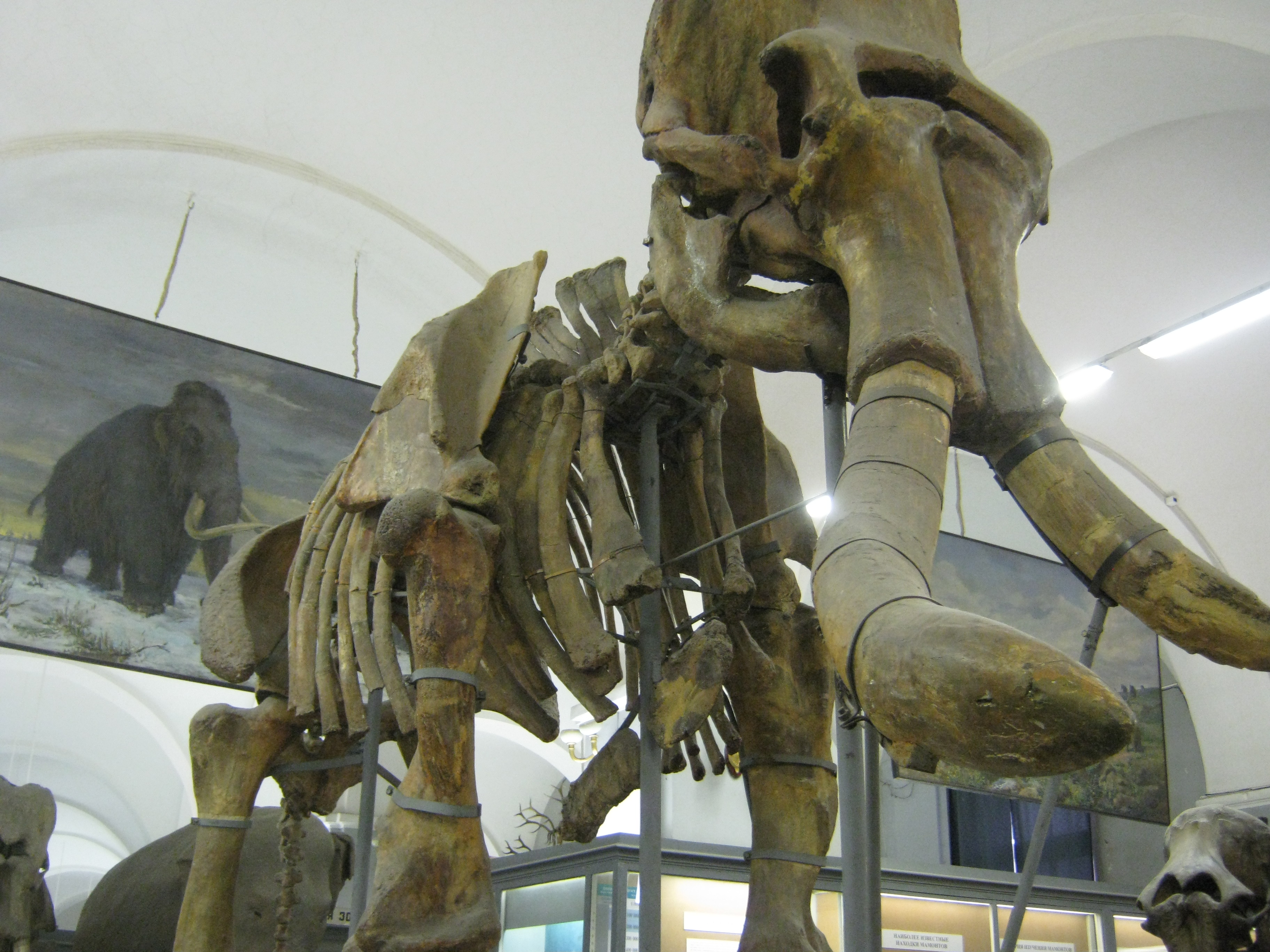
Южный слон (Mammuthus meridionalis)

## Комментарии
1. ↑  В 1918–1919 годах Н. В. Насонов был профессором Саратовского университета. В 1919 году он жил в Орлове и открыл Народный музей[7].